# 杨应彬
杨应彬（1921年10月20日—2015年7月13日），笔名杨石，男，广东大埔人，中华人民共和国政治人物、作家，曾任中共广东省委常委、秘书长，广东省政协副主席，中共十二大、十三大代表，第七、八届全国政协委员。

## 生平
大埔百侯中学毕业。广西南宁国民基础教育研究院肆业。1935年秋，在上海参加左翼“教联”和山海工学团，任儿童部负责人，1936年6月加入中国共产党，时年不满15周岁。
1937年，淞沪抗战右翼军总指挥兼第八集团总司令张发奎邀请郭沫若帮助成立“战地服务队”，很快聚集了30多名作家、音乐家、戏剧家等骨干成员，杨应彬是年龄最小的一名成员。1937年10月，根据周恩来的指示，战地服务队的10位党员成立“中共特别支部”，左洪涛任书记。1938年底，张发奎调任第四战区司令长官，战地服务队解散，成员被分散在第四战区各部任职。左洪涛任司令长官的秘书；杨应彬与其他六名成员在第四战区警卫营工作。1940年5月经左洪涛推荐，张发奎保送杨应彬去贵州独山中央军校第四分校17期入伍生23总队就读。1944年陆军大学参谋班特五期毕业。
1946年6月30日东江纵队顺利北撤之后，国共和谈破裂已成定局，周恩来指示广州行营特支成员见机撤退。1946年秋，左洪涛离开了张发奎司令部后，整个特别支部就只剩下杨应彬和郑黎亚两人。1947年夏杨应彬请假回老家探亲。至此，战地服务队中共特别支部的最后两位成员撤离张发奎部到香港，结束潜伏张部十年的秘密工作。（来源：《广州日报》）
1948年5月初，香港分局派遣杨应彬作为香港分局军事特派员，与政治特派员李超一起从香港辗转进入十万大山。根据分局指示，1948年12月初转到位于雷州半岛遂溪中区泮塘的粤桂边区党委，协助区党委书记梁广工作。1948年12月19日广州行营保安第十团团长陈一林（后任民革广州主委、广州市政协副主席）起义，整个南路形势大为改观。1949年初，梁广、杨应彬和陈一林带领第四团（团长叶宗玙）攻打湛江太平镇，又进攻河头镇。又率第三团到廉江会合王明德部，40天攻克多处据点，几乎解放廉江全县。1949年3月，粤桂边区党委在廉江开会决定成立中国人民解放军粤桂边纵队，下辖六个支队，每个支队三个团。1949年5月，区党委派任参谋长回香港向华南分局汇报工作。1949年6月，中央军委批准成立中国人民解放军粤桂边纵队，梁广任司令员兼政委，唐才猷任副司令员、杨应彬任参谋长，温焯华任政治部主任。1949年8月1日，在廉江鲫鱼圹召开边纵成立大会。1949年9月初，华南分局调杨应彬任华南分局教导团团长，带领一千多干部参加接管广州的任务。
1949年10月21日，杨应彬任广州军事管制委员会副秘书长。华南分局党校（广东革命干部学校）组教处副处长。1950年10月任广东省土地改革工作团第三（龙川）分团副团长。1950年12月任广东省土改委员会调研处处长。1952年7月任广东省人民政府办公厅副主任、广东省人民委员会办公厅主任。1955年8月在高级党校（中共中央党校前身）学习一年。1956年8月至1967年2月，任广东省委副秘书长、省委政策研究室主任、广东省军管会办公室副主任等职。1973年恢复工作，任广东省革命委员会办事组副组长，广东省委办公厅副主任、广东省委副秘书长兼省委办公厅主任。省委常委兼秘书长，1983年至1985年任省委常委，分管宣传、文化、教育工作。1985年9月至1993年1月任广东省第五、六届政协副主席、党组书记。1993年1月退二线。2004年9月办理离休手续。

## 家庭
- 夫人郑黎亚（1919年6月－2013年12月16日）：江苏海门灵甸镇人。1936年入天津女子师范学院读书。1937年考上北京大学，因抗战爆发未入学到上海参加救亡团体。1938年初在金华与杨应彬相识。1938年郑黎亚在武汉外围加入第八集团军战地服务队。为掩护地下身份，1945年12月3日在广州迎宾馆举行盛大婚礼，行营200多名高官、亲朋好友参加，张发奎出席婚礼并讲话祝福。[4]1947年撤退至香港。1949年广州解放后，先后参与接管广州市公安局、广州棉纺厂。后任广州市委政策研究室副主任。1973年平反后在广州市委工作，任市委副秘书长，市顾委委员，市直机关临时党委第一副书记。离休后享受副省级干部医疗待遇。
- 长子杨小斌
- 次子杨小村
- 幼子杨小杨